# 泰奧克 (密西西比州)
泰奧克（英語：Teoc）是位於美國密西西比州卡羅爾縣的非建制地區。

## 歷史
泰奧克的郵局於1860年設立，其後於1907年停運。

## 地理
泰奧克所處的海拔為高於海平面46米（即151英呎），而該地所採用的時區為UTC-6，即北美中部時區（CST）。同時該地設有夏令時間，為UTC-6調快一小時，即UTC-5（CDT）。